# Zweite Kammer der Generalstaaten

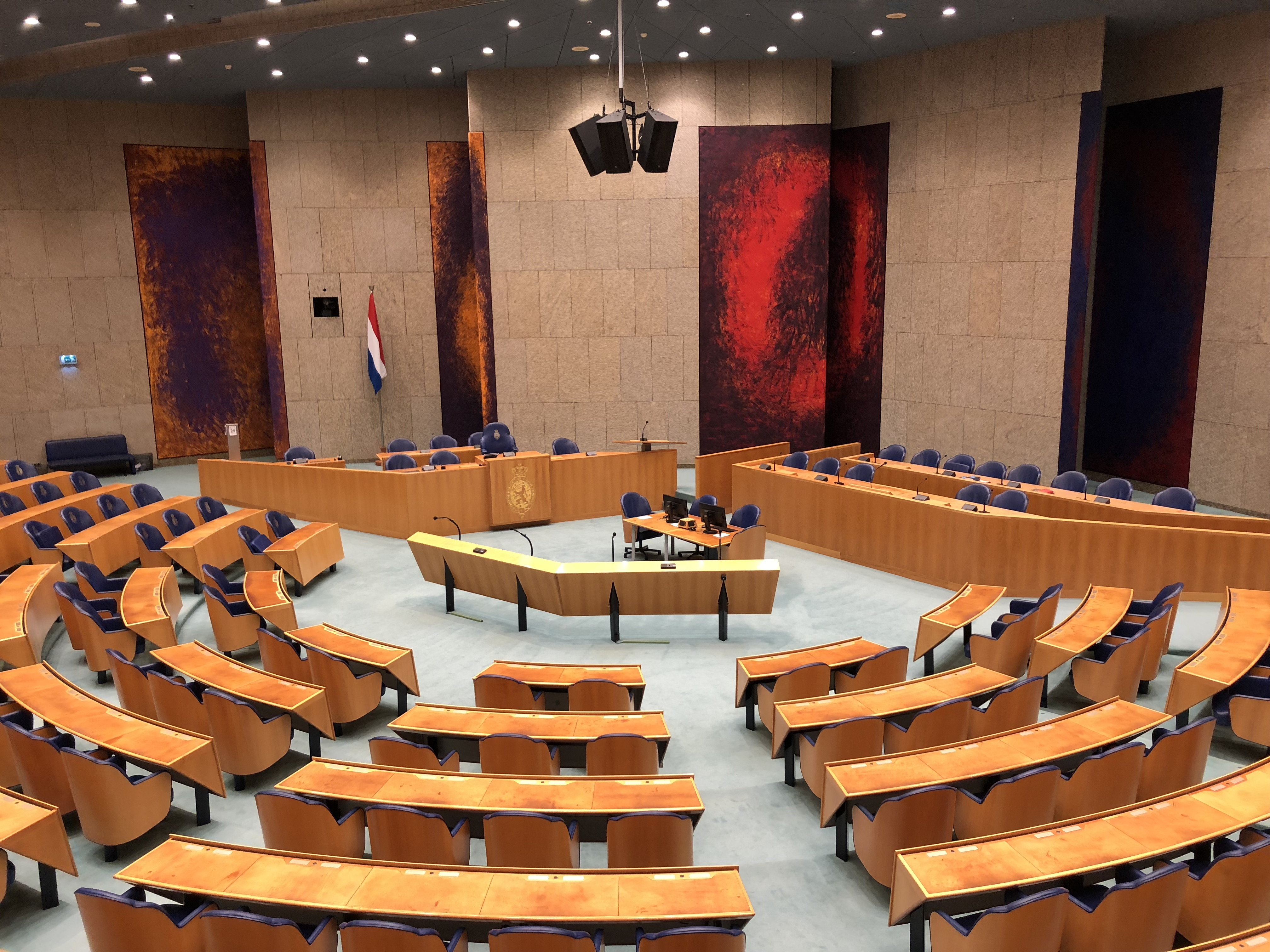
Plenarsaal der Zweiten Kammer

Die Zweite Kammer der Generalstaaten (niederländisch: Tweede Kamer der Staten-Generaal, Ausspracheⓘ) ist eine der zwei Kammern des Parlaments der Niederlande. Sie wird in der Regel alle vier Jahre von den volljährigen niederländischen Staatsbürgern gewählt, und zwar nach einem fast reinen Verhältniswahlrecht. Die Kammer hat stets 150 Sitze und kommt in Den Haag zusammen.
Die Zweite Kammer ist das eigentliche Gesetzgebungsorgan, während die Erste Kammer der Generalstaaten Gesetzentwürfe nur bestätigen oder ablehnen kann. Die politischen Kräfteverhältnisse in der Zweiten Kammer sind entscheidend für die Regierungsbildung, sie bestimmt seit 2012 (zuvor Monarch) eine Person, die mit der Zusammenstellung des Kabinetts betraut wird.
Vorsitzender ist seit dem 14. Dezember 2023 Martin Bosma (Partij voor de Vrijheid, PVV).

## Aufgaben und Organisation
Die Zweite Kammer ist die wichtigere der Parlamentskammern. Die Abgeordneten beraten und verabschieden Gesetze und kontrollieren die Regierung. Regierungsmitglieder dürfen kein Abgeordnetenmandat ausüben, es sei denn, die Regierung amtiert nur kommissarisch bis zur Ernennung einer Nachfolgeregierung.
Ist ein Platz im Hohen Rat (Hoge Raad der Nederlanden), dem höchsten niederländischen Gericht, frei, so macht die Zweite Kammer der Regierung drei Vorschläge für dessen Besetzung. Die Kammer wählt auch den Ombudsman der Niederlande.
Bis 1983 hat die Kammer der Krone eine Liste von drei Kandidaten für den Kammervorsitz präsentiert, aus der die Krone einen ausgesucht hat. In der Praxis war dies normalerweise der erste Name. Seitdem wird der Tweede Kamervoorzitter jedoch direkt von den Abgeordneten in geheimer Wahl bestimmt. Zwar ist dies traditionell der Kandidat der größten Fraktion, in den vergangenen Jahren erhielten jedoch oft Kandidaten anderer Fraktionen eine Mehrheit. So wurde am 7. April 2021 Vera Bergkamp von der zweitstärksten Fraktion Democraten 66 (D66) zur Kammervorsitzenden gewählt.
Der Vorsitzende und seine Stellvertreter bilden zusammen das presidium, das Arbeitsweise und Planung der Kammer bestimmt. Unter dem Präsidium arbeitet der griffier als Chef der Verwaltung.

## Sitzverteilung
Am 22. November 2023 fand eine vorgezogene Neuwahl der Zweiten Kammer der Generalstaaten statt. Nach dieser Parlamentswahl bestehen 15 Fraktionen:
| Logo   | Logo   | Fraktion/Partei                                                                       | Ausrichtung                                          | Fraktionsvorsitzender   | Sitze         | Sitze   | Sitze |
| Logo   | Logo   | Fraktion/Partei                                                                       | Ausrichtung                                          | Fraktionsvorsitzender   | nach der Wahl | aktuell | +/−   |
| ------ | ------ | ------------------------------------------------------------------------------------- | ---------------------------------------------------- | ----------------------- | ------------- | ------- | ----- |
|        |        | Partij voor de Vrijheid (PVV) Partei für die Freiheit                                 | rechtspopulistisch                                   | Geert Wilders           | 37            | 37      | ▬     |
|        |        | GroenLinks-PvdA (GL-PvdA) GrünLinks-Partei der Arbeit                                 | sozialdemokratisch, grün                             | Frans Timmermans        | 25            | 25      | ▬     |
|        |        | Volkspartij voor Vrijheid en Democratie (VVD) Volkspartei für Freiheit und Demokratie | rechtsliberal                                        | Dilan Yeşilgöz-Zegerius | 24            | 24      | ▬     |
|        |        | Nieuw Sociaal Contract (NSC) Neuer Gesellschaftsvertrag                               | zentristisch, christdemokratisch                     | Pieter Omtzigt          | 20            | 20      | ▬     |
|        |        | Democraten 66 (D66) Demokraten 66                                                     | sozialliberal                                        | Rob Jetten              | 09            | 09      | ▬     |
|        |        | BoerBurgerBeweging (BBB) Bauern-Bürger-Bewegung                                       | Agrarismus, Ernährungspolitik, Ländliche Entwicklung | Caroline van der Plas   | 07            | 07      | ▬     |
|        |        | Christen-Democratisch Appèl (CDA) Christlich-Demokratischer Aufruf                    | christdemokratisch                                   | Henri Bontenbal         | 05            | 05      | ▬     |
|        |        | Socialistische Partij (SP) Sozialistische Partei                                      | links                                                | Jimmy Dijk              | 05            | 05      | ▬     |
|        |        | DENK (DENK) Denke / gleichwertig (aus dem Türkischen)                                 | Interessen der Migranten                             | Stephan van Baarle      | 03            | 03      | ▬     |
|        |        | Partij voor de Dieren (PvdD) Partei für die Tiere                                     | Tierrechte                                           | Esther Ouwehand         | 03            | 03      | ▬     |
|        |        | Forum voor Democratie (FVD) Forum für Demokratie                                      | EU-skeptisch, rechtspopulistisch                     | Thierry Baudet          | 03            | 03      | ▬     |
|        |        | Staatkundig Gereformeerde Partij (SGP) Reformierte Politische Partei                  | radikal konservativ, calvinistisch                   | Chris Stoffer           | 03            | 03      | ▬     |
|        |        | ChristenUnie (CU) ChristenUnion                                                       | christdemokratisch, calvinistisch                    | Mirjam Bikker           | 03            | 03      | ▬     |
|        |        | Volt Nederland (Volt) Volt Niederlande                                                | Europäischer Föderalismus, Progressivismus           | Laurens Dassen          | 02            | 02      | ▬     |
|        |        | JA21                                                                                  | EU-skeptisch, rechtspopulistisch                     | Joost Eerdmans          | 01            | 01      | ▬     |
| Gesamt | Gesamt | Gesamt                                                                                | Gesamt                                               | Gesamt                  | 150           | 150     | ▬     |

Im Mittel der Jahre 1994 bis 2010 waren in der Kammer 9,8 Parteien vertreten (jeweils bei Beginn der Legislaturperiode gerechnet).

## Parlamentarische Sitten

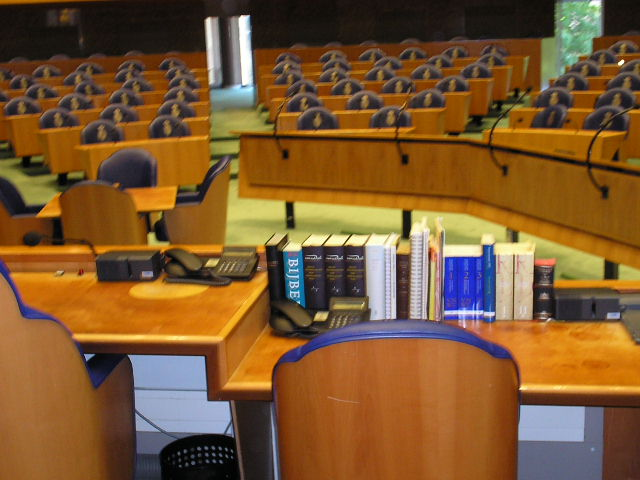
Plenarsaal vom Pult des Vorsitzenden aus gesehen

In der Zweiten Kammer reden die Abgeordneten einander nicht direkt an, sondern stets über den Vorsitzenden. In der Kammer hört man also auch nicht die Anrede „Sehr geehrte Damen und Herren“; der Vorsitzende (oder die Vorsitzende) ist formell die einzige Person, die angesprochen wird: Voorzitter, eventuell Meneer de Voorzitter beziehungsweise Mevrouw de Voorzitter (generische maskuline Form), die feminine Form voorzitster wird nicht benutzt.
Ein Abgeordneter, der beispielsweise einem Minister eine Zwischenfrage stellen will, tritt für die interruptie ans Pult, wendet sich formell an den Vorsitzenden und redet vom Minister in der dritten Person. In der Praxis jedoch wird die Anrede Voorzitter, besonders bei einer interruptie, oft weggelassen, und Minister und Abgeordnete sprechen mehr oder weniger direkt miteinander.
Die Sitzungen der Kammer sind straff organisiert, Zwischenrufe kommen nicht vor. Allerdings können viele interrupties für lange Sitzungen sorgen, obgleich der Vorsitzende bemüht ist, diese nicht durch allzu viele Nachfragen ausufern zu lassen.